# Campeonato do mundo de velocidade por equipas femininas
A velocidade por equipas femininas é ao programa dos Campeonato Mundial de Ciclismo em Pista desde 2007.

## Pódios dos campeonatos mundiais
| Evento | Ouro                                                        | Prata                                                                                          | Bronze                                            |
| ------ | ----------------------------------------------------------- | ---------------------------------------------------------------------------------------------- | ------------------------------------------------- |
| 2007   | Reino Unido · Victoria Pendleton · Shanaze Reade            | Países Baixos · Yvonne Hijgenaar · Willy Kanis                                                 | Austrália · Kristine Bayley · Anna Meares         |
| 2008   | Reino Unido · Victoria Pendleton · Shanaze Reade            | China · Gong Jinjie · Zheng Lulu                                                               | Alemanha · Dana Glöss · Miriam Welte              |
| 2009   | Austrália · Kaarle McCulloch · Anna Meares                  | Reino Unido · Victoria Pendleton · Shanaze Reade                                               | Lituânia · Gintarė Gaivenytė · Simona Krupeckaitė |
| 2010   | Austrália · Kaarle McCulloch · Anna Meares                  | China · Gong Jinjie · Junhong Lin                                                              | Lituânia · Gintarė Gaivenytė · Simona Krupeckaitė |
| 2011   | Austrália · Kaarle McCulloch · Anna Meares                  | Reino Unido · Victoria Pendleton · Jessica Varnish                                             | China · Gong Jinjie · Guo Shuang                  |
| 2012   | Alemanha · Miriam Welte · Kristina Vogel                    | Austrália · Kaarle McCulloch · Anna Meares                                                     | China · Gong Jinjie · Guo Shuang                  |
| 2013   | Alemanha · Miriam Welte · Kristina Vogel                    | China · Gong Jinjie · Guo Shuang                                                               | Reino Unido · Rebecca James · Victoria Williamson |
| 2014   | Alemanha · Miriam Welte · Kristina Vogel                    | China · Junhong Lin · Zhong Tianshi                                                            | Reino Unido · Jessica Varnish · Rebecca James     |
| 2015   | China · Gong Jinjie · Zhong Tianshi                         | Rússia · Daria Shmeleva · Anastasia Voinova                                                    | Austrália · Kaarle McCulloch · Anna Meares        |
| 2016   | Rússia · Daria Shmeleva · Anastasia Voinova                 | China · Gong Jinjie · Zhong Tianshi                                                            | Alemanha · Miriam Welte · Kristina Vogel          |
| 2017   | Rússia · Daria Shmeleva · Anastasia Voinova                 | Austrália · Kaarle McCulloch · Stephanie Morton                                                | Alemanha · Miriam Welte · Kristina Vogel          |
| 2018   | Alemanha · Miriam Welte · Kristina Vogel · Pauline Grabosch | Países Baixos · Kyra Lamberink · Shanne Braspennincx · Laurine van Riessen · Hetty van de Wouw | Rússia · Daria Shmeleva · Anastasia Voinova       |
| 2019   | Austrália · Kaarle McCulloch · Stephanie Morton             | Rússia · Daria Shmeleva · Anastasia Voinova                                                    | Alemanha · Miriam Welte · Emma Hinze              |
| 2020   | Alemanha · Pauline Grabosch · Emma Hinze · Lea Friedrich    | Austrália · Kaarle McCulloch · Stephanie Morton                                                | China · Chen Feifei · Zhong Tianshi               |

## Balanço
| Faixa | Ciclista           | País        | Medalha de ouro, Copa do Mundo | Medalha de prata, Copa do Mundo | Medalha de bronze, Copa do Mundo | Total |
| ----- | ------------------ | ----------- | ------------------------------ | ------------------------------- | -------------------------------- | ----- |
| 1     | Kaarle McCulloch   | Austrália   | 4                              | 3                               | 1                                | 8     |
| 2     | Miriam Welte       | Alemanha    | 4                              | 0                               | 4                                | 8     |
| 3     | Kristina Vogel     | Alemanha    | 4                              | 0                               | 2                                | 6     |
| 4     | Anna Meares        | Austrália   | 3                              | 1                               | 2                                | 6     |
| 5     | Daria Shmeleva     | Rússia      | 2                              | 2                               | 1                                | 5     |
| 5     | Anastasia Voinova  | Rússia      | 2                              | 2                               | 1                                | 5     |
| 7     | Victoria Pendleton | Reino Unido | 2                              | 2                               | 0                                | 4     |
| 8     | Shanaze Reade      | Reino Unido | 2                              | 1                               | 0                                | 3     |
| 9     | Pauline Grabosch   | Alemanha    | 2                              | 0                               | 0                                | 2     |
| 10    | Gong Jinjie        | China       | 1                              | 4                               | 2                                | 7     |

| Faixa | País          | Medalha de ouro, Copa do Mundo | Medalha de prata, Copa do Mundo | Medalha de bronze, Copa do Mundo | Total |
| ----- | ------------- | ------------------------------ | ------------------------------- | -------------------------------- | ----- |
| 1     | Alemanha      | 5                              | 0                               | 4                                | 9     |
| 2     | Austrália     | 4                              | 3                               | 2                                | 9     |
| 3     | Reino Unido   | 2                              | 2                               | 2                                | 6     |
| 4     | Rússia        | 2                              | 2                               | 1                                | 5     |
| 5     | China         | 1                              | 5                               | 3                                | 9     |
| 6     | Países Baixos | 0                              | 2                               | 0                                | 2     |
| 7     | Lituânia      | 0                              | 0                               | 2                                | 2     |
| Total | Total         | 14                             | 14                              | 14                               | 39    |